# Sebastião do Rêgo Barros Netto
Sebastião do Rêgo Barros Netto (Rio de Janeiro, 27 de janeiro de 1940  — Rio de Janeiro, 9 de novembro de 2015) foi um advogado e diplomata brasileiro.
Ocupou alguns dos mais destacados cargos da diplomacia brasileira e esteve à frente de várias missões importantes do Brasil junto a ONU, à Comunidade Europeia e a Organização dos Estados Americanos.
Foi embaixador do Brasil na extinta União Soviética a partir de 26 de janeiro de 1990 e na Rússia até dezembro de 1994. Como embaixador, acompanhou de perto a tentativa de golpe contra Mikhail Gorbachev, a ascensão de Boris Yeltsin e o desmembramento da União Soviética.
Foi embaixador do Brasil na Argentina de 26 de janeiro de 1999 até 27 de dezembro de 2001, quando foi convidado a ocupar o cargo de diretor-geral da Agência Nacional do Petróleo, exercendo a função na ANP de 2 de janeiro de 2002 até 15 de janeiro de 2005.
É filho de Gil do Rêgo Barros e Haydéa Parodi do Rêgo Barros. Casou-se com Maria Cristina de Lamare Rêgo Barros e tem três filhos.
No dia 9 de novembro 2015 morreu ao cair do 11º andar do edifício onde morava, chamado Prelúdio, em Copacabana, na cidade do Rio de Janeiro.